# 打鬼
打鬼（ゆうやみ特攻隊）是日本漫画家押切蓮介創作的漫畫。在《月刊少年天狼星》2007年1月號開始連載。

## 概要
內容是講述專門處理靈異事件的高中社團「靈異偵探部」的活躍的動作．搞笑．恐怖故事。
初時是搞笑漫畫的特色較多，不過，從第２卷開始變為加上戰鬥情節的恐怖漫畫。雖然題材與以往的押切作品有不同，但但包含著激烈的動作情景、內容殘酷的恐怖感、戰鬥描寫的震撼感也有被藤田和日郎極力讚賞。
另外本作品的標題和「靈異偵探部」的成員設定，也與『黄昏街头探险队』有相同之處。

## 故事背景
姬山高校的心靈偵探部會接受委托向靈異事件挑戰。新加入社團的軟弱少年・辻翔平，與能以鐵拳毆打沒有實體的鬼魂令其強行成佛的特殊能力者·花岡彌依一同解決在身邊發生的怪異事件。

## 人物介紹

### 靈異偵探部
辻 翔平
高校一年級生。靈異偵探部的打雜。小時親眼看到姊姊被惡靈殺害，為復仇而加入靈異偵探部。本身有鱔神之力，一旦爆發將所向披靡。自花崗隊長死後，便成為大家的希望。
花岡 彌依
高校二年級生。靈異偵探部的社長。社員們都稱之為「隊長」。
有著能接觸靈體的體質，以恐怖來克制恐怖的方式來除靈。在整部作品中算是無敵的存在，但是在68話中為了營救夥伴被迫吸入大量的毒粉(普通人吸入一點就足以致命)，回到基地時已經沒有意識，終究因為沒有解藥醫治而喪命。
越島 楓
高校二年級生。靈異偵探部的情報收集員。通稱「阿楓(カエ)」
2號
作為靈力犬在靈異偵探部飼養著的狗。除了吃飯散步之外完全沒有其他興趣的休閒性格。
擅長念力拍照，把亂髮神的樣照進相片中。希望成為像第一代一樣的狗。
第一代
靈異偵探部的第一代靈力犬。因為已經殉職所以只在2號回憶中登場。殉職原因不明。
很勇敢，更會分食物給2號，有如大哥一樣的存在。額頭有個×字型的傷痕。

### 委托人
校長
姬山高中的校長，會向靈異偵探部委托靈異事件。禿頭。
丸協 茶太郎
丸協百貨的會長，校長的麻雀友。因校長的介紹而委托靈異偵探部解決事件。
下山 操
姫山總合病院的住院者。在病房持續發生靈異現象而導致情況惡化。
下山 信司
下山操的弟弟。因探望操而認識辻翔平。性格狂妄，但十分喜歡姐姐。
星野
楓以前的同班同學。遭受同學欺凌。過住性格十分狂妄，是個不討人喜歡的人。

### 鬼魂
男洗手間的6月之靈
第一話出場的靈體，生前在男洗手間向心儀的同學表白失敗，大受打擊當場自殺。
每逢6月也會出現詛咒所有男生。最後被隊長恐嚇至當場消失。
舊校舍的日本兵
依然在打仗的日本兵靈體，數量眾多，但全都被花岡隊長除去(以恐嚇方式)。
丸協百貨之靈
跳樓自殺的女性靈體，因死後依然被折磨所以變成惡靈。
被詛咒的病床之霊

爆笑靈

壓子的靈

壓子母親的靈

### 黑首島
鐵 龍生
支配黒首島祭祀亂髮神的鐵一族當家的長子。在兄弟中信仰最深，迷戀於亂髮神而將一生投入於恐怖邪惡的非人之道。具有不死身的能力，並且精通以拷問為核心的體術。
鐵 利久
支配黒首島的鐵一族當家的次子。鐵要與鐵翠的父親。
鐵 至道
支配黒首島的鐵一族當家的三子。喜歡黑色長髮的女性(至道說：「像姐姐的女性」，例如楓)，若不能讓其滿意的話會將之處決。姊姊在很久前與外來的男性逃離島中，因希望再嘗到姐姐的溫柔而尋找可以代替姐姐的女性。
鐵 磊誠
支配黒首島的鐵家眾之當主。已經150歲也仍未退休，其容貌也依舊保持俊秀少年的姿態。過去曾遭到鐵家人的眾叛親離，失去權勢自我放逐。後與冴火相遇而後相愛，於拯救冴火逃離鐵家時被追上，一同被打落至河中後遭遇鱣神，向其許願期望能夠得到保護冴火的力量。
鐵 要
鉄利久的次子。戴著眼鏡的男性。喜歡給予「祭品」真正的絕望，對辻很有興趣。
有著靈體脫離的能力。
鐵 蜂郎
鐵要之弟。
鐵 翠
鉄利久的長女。穿著和服的少女。有著看不出的高度戰鬥力，瞬間捉著逃走的辻和楓。其能力是對注視的對象放大恐懼心的強力幻術。
認為島上有不少男性很沒用，支撐島的都是女性。「鐵家信仰」的盲信者，並且以自己將在日後被獻祭給亂髮神感到自傲。
鐵 萌
鉄至道的長子。紗由的戀人，鐵家的內應，亦是鐵家僅有的還未失去人性的人。
鐵 松子
鉄至道的長女。在靈異偵探部上島前曾到姬山高中試探眾人，結果被隊長打至重傷。
鐵 月
鉄至道的次女。有戀弟情結。把白羽之箭放到紗由家中和為紗夜施行的也是月。
能操控兩隻惡靈。但在與隊長對決時被打成重傷，再起不能。
鐵 生良
鉄至道的四子。在靈異偵探部初到島時被隊長打斷牙齒。
鐵 春子
鉄至道的三女。
鐵 夏子
鉄至道的四女。
鐵 秋子
鉄至道的五女。
八咫烏
鐵家旗下的集團。對鐵家忠誠的實行部隊。
因行動失敗而被鐵 龍生處決。
切子
八咫烏中其中一個有權勢的人所使役的女性惡靈。生前為該人妻子，因與其他男性有外遇而被殺死，成為惡靈。
大嬸們
鐵家旗下的三人組。表面上是普通的家庭主婦，實際上是島上的情報通，總能知道沒有傳開的情報。
其中一人姓田中，三人都是最喜歡特價和說別人壞話。
黑井 宗清
鬼雲館的管家。
三嶋 紗由
被選為亂髮神大人祭品的少女。外表和辻的姊姊相似。
鐵 萌的戀人。
三嶋家的老爺爺
紗由的爺爺。希望紗由能得救。
三嶋家的老婆婆
紗由的奶奶。信奉亂髮神，經常指責丈夫、紗由和偵探部眾人的行為。
三嶋 紗夜
紗由的妹妹。在去年被選為「活祭品」死亡。

### 其他
辻 晴子
辻翔平的姊姊在9年前死亡。在小時的翔平面前被亂髮神殺死，表面上的死因是因心肌梗塞而死亡。
翔平因當時的事太淒慘而失去當時的記憶，直至回到成為廢屋的故居前也沒注意到。
辻 伸子
辻姐弟的母親，已故。原為黑首島的島民，被正男從島上救出已選為活祭品的她。
辻 正男
辻姐弟的父親。在大學專攻考古學。
翔平的祖父（暫稱）
辻翊平的爺爺。收養因為失去雙親和姊姊的他。
翔平的祖母（暫稱）
辻翊平的奶奶。收養因為失去雙親和姊姊的他。

## 用語
除靈
黒首島
亂髮神，本名為冴火，過去曾被鐵家人施以虐待玩弄強暴，爾後背棄至於山洞之中，跟被拋棄的當家鐵磊誠為戀人。後來兩人被鐵家眾追殺時，掉落河中卻碰到了鱣神，冴火向其許願希望能得到了足以蹂躪世間人類的「神」之力，也造就了後來的亂髮神，黒首島的神明。
大晦日
煉獄房間
訓練出出色祭品的地方，內裡充滿著不同的虐待、拷問設施。
施行
即施予求生不得求死不能的痛苦。
祭品
鱒神
黃泉的神，有鐵家血統的人也可以與其立血的契約得到可怕的力量。

## 出版書籍
| 冊數 | 講談社         | 講談社                 | 天下出版   | 天下出版               | 尖端出版       | 尖端出版          |
| 冊數 | 發售日期       | ISBN                   | 發售日期   | ISBN                   | 發售日期       | EAN               |
| ---- | -------------- | ---------------------- | ---------- | ---------------------- | -------------- | ----------------- |
| 1    | 2007年7月6日   | ISBN 978-4-06-373078-4 | 2007年12月 | ISBN 978-988-215-458-2 | 2008年5月3日   | EAN 4717702218171 |
| 2    | 2008年3月6日   | ISBN 978-4-06-373106-4 | 2008年7月  | ISBN 978-988-215-714-9 | 2008年12月19日 | EAN 4717702222857 |
| 3    | 2008年9月5日   | ISBN 978-4-06-373127-9 | 2008年12月 | ISBN 978-988-215-825-2 | 2009年12月19日 | EAN 4717702228521 |
| 4    | 2009年4月6日   | ISBN 978-4-06-373168-2 | 2009年6月  | ISBN 978-988-215-968-6 | 2011年11月15日 | EAN 4717702234881 |
| 5    | 2009年11月20日 | ISBN 978-4-06-373196-5 | 2010年5月  | ISBN 978-988-8031-13-9 |                |                   |
| 6    | 2010年6月9日   | ISBN 978-4063762259    | 2011年8月  | ISBN 978-988-8097-16-6 |                |                   |
| 7    | 2011年4月8日   | ISBN 978-4-06-376253-2 |            |                        |                |                   |
| 8    | 2011年10月7日  | ISBN 978-4-06-376291-4 |            |                        |                |                   |
| 9    | 2012年4月9日   | ISBN 978-4-06-376334-8 |            |                        |                |                   |
| 10   | 2012年11月9日  | ISBN 978-4-06-376366-9 |            |                        |                |                   |
| 11   | 2013年6月7日   | ISBN 978-4-06-376406-2 |            |                        |                |                   |
| 12   | 2014年1月9日   | ISBN 978-4-06-376440-6 |            |                        |                |                   |
| 13   | 2014年8月6日   | ISBN 978-4-06-376481-9 |            |                        |                |                   |